# تبريد مناطقي

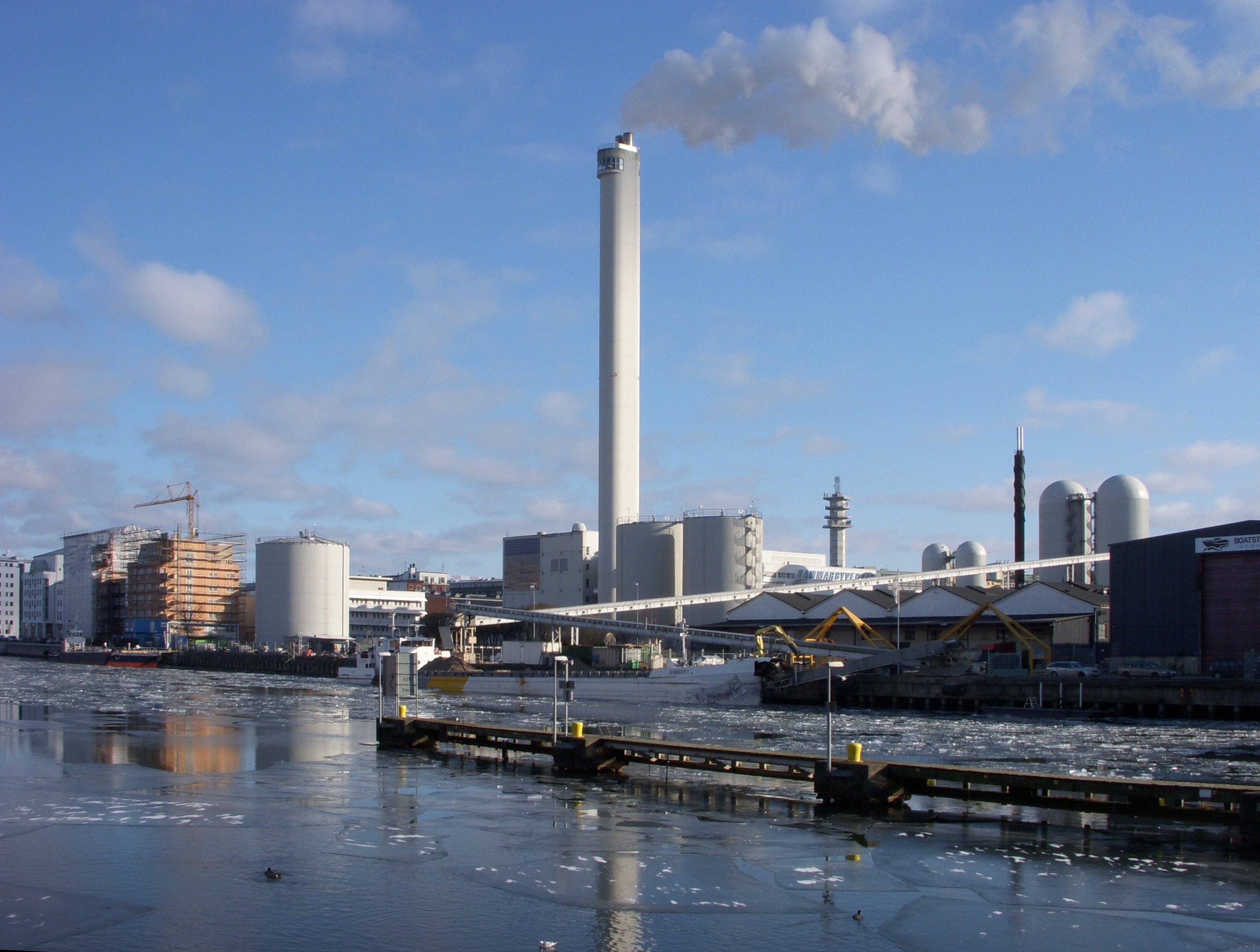

التبريد المناطقي أو تبريد المدن هو المكافئ التبريدي للتدفئة المناطقية. يوصل التبريد المناطقي -الذي يعمل وفق مبادئ مشابهة تقريبًا للتدفئة المناطقية- الماء المبرد إلى مبانٍ كالمكاتب والمصانع التي تحتاج التبريد. في الشتاء، يمكن أن يكون مصدر التبريد مياه البحر، إذ تشكل موردًا أرخص من استخدام الكهرباء لإدارة ضواغط بهدف التبريد. يمكن عوضًا عن ذلك أن يوفَّر التبريد المناطقي عن طريق شبكة تشارك حراري تتيح لكل مبنى في الدارة استخدام مضخة حرارية تعطي الحرارة للدارة بدرجة حرارة الأرض المحيطة.

## تطبيقاته

### فنلندا
يستخدم نظام تبريد منطقة هلسنكي الحرارة التي كانت ستهدر من وحدات توليد الطاقة الحرارية والكهربائية المشتركة في الصيف لتشغيل برادات امتصاصية للتبريد في فصل الصيف، ما يخفض استهلاك الكهرباء بشكل كبير. في فصل الشتاء، يتحقق التبريد بشكل مباشر أكثر عن طريق مياه البحر. يقدَّر أن تبني التبريد المناطقي يخفض استهلاك الكهرباء لأغراض التبريد بما يصل إلى 90 بالمئة ويُتوقع حدوث نمو أسي في استخدامه. يجري تبني الفكرة حاليًّا في مدن فنلندية أخرى.

### السويد
ينمو استخدام التبريد المناطقي بسرعة كبيرة أيضًا في السويد بطريقة مشابهة.

### الولايات المتحدة
يستخدم نظام التبريد في جامعة كورنيل بحرة كايوغا مصرفًا حراريًّا لتشغيل نظام المياه المبردة المركزي للحرم الجامعي وأيضًا لتوفير التبريد لمنطقة مدرسة مدينة إيثاكا. عمل النظام منذ صيف عام 2000 وقد بني بكلفة 55-60 مليون دولار. يبرد حملًا تبريديًّا قدره 14,500 طن تبريدي (50 ميغاواط).

### سويسرا
يجمع نظام مدرسة لوزان الاتحادية للعلوم التطبيقية -الذي يعمل منذ عام 1985- بين التبريد واستخلاص الحرارة وفقًا للحاجة. يسمح ذلك بفعالية طاقية إجمالية أعلى لهذا النظام الذي تبلغ استطاعته 19 ميغاواط.
في عام 2009، رُكب نظام تبريد مناطقي في منطقة الأمم المتحدة من جنيف، وهو يسحب الماء من بحيرة جنيف. هذا النظام حاليًّا في مرحلة توسعة ليطال مناطق أخرى في جنيف.

### كندا
في أغسطس من عام 2004، بدأت شركة إنويفّ للطاقة، وهي شركة طاقة مناطقية مقرها في مدينة تورنتو التابعة لمقاطعة أونتاريو في كندا، تشغيل نظام يستخدم الماء من بحيرة أونتاريو لتبريد مبانٍ وسط المدينة، بما فيها أبراج المكاتب، ومركز مترو الأنفاق في تورنتو، وخمارة صغيرة، ومركز اتصالات عن بعد. أصبحت العملية تعرف باسم تبريد مياه البحيرة العميقة. ستوفر أكثر من 40,000 طنًّا (140 ميغاواط) من التبريد، وهو نظام أكبر بكثير مما رُكب في الأماكن الأخرى. من ميزات نظام إنويفّ أيضًا أنه يعمل متصلًا مع شبكة مياه الشرب في تورنتو. تطلبت شبكة مياه الشرب في تورنتو موقعًا جديدًا للسحب يكون أبعد عن الشاطئ وأعمق في البحيرة. شكل هذا مشكلتين لشركة الخدمات التي تدير شبكة مياه الشرب في المدينة: 1. خسارة رأس المال عند تحريك موقع سحب المياه، 2. الموقع الجديد سيوفر مياهًا باردة إلى درجة أنها تتطلب التسخين قبل إمكانية توزيعها. حلت شركة التبريد المناطقي إنويفّ المشكلتين معًا: دفعت إنويفّ تكاليف نقل مكان سحب المياه، ووفرت كذلك الحرارة لتدفئة شبكة مياه الشرب لمستوى مقبول عن طريق استخراج الحرارة من المباني التي تخدمها. يقتصر التلامس بين مياه تبريد نظام إنويفّ ومياه الشرب على التلامس الحراري في المبادل الحراري. لا تدور مياه الشرب في أنظمة تبريد شركة إنويفّ.

### الإمارات العربية المتحدة
توفر شركة «تبريد» حاليًّا تبريدًا بمقدار مليون طن تبريدي، موزعة بين 72 محطة منتشرة في المنطقة، وتبرد مشاريع بنى تحتية أيقونية كجامع الشيخ زايد الكبير، وكليفلاند كلينيك، وعالم فيراري، وياس مول، ومقر شركة الدار العقارية، وأبراج الاتحاد، ومارينا مول، ومركز التجارة العالمي في أبو ظبي المشهور ببرج محمد بن راشد، ومترو دبي، ومنتزهات ومنتجعات دبي، وجبل عمر للتطوير في مدينة مكة المكرمة، إلى جوار فنادق ومشافٍ وأبراج سكنية وتجارية أخرى.
في يناير من عام 2006، أصبحت شركة بال التقنية إحدى الشركات الصاعدة لإدارة المشاريع في الإمارات العربية المتحدة، وانخرطت في مجال تحلية المياه، ومعالجة مياه الصرف، وأنظمة التبريد المناطقي. خططت مشاريع تبريد مناطقي باستطاعات تفوق 400,000 طن تبريدي (1400 ميغاواط). تستخدم نخلة الجميرة التبريد المناطقي الذي توفره شركة خدمات النخلة ذات المسؤولية المحدودة لتزويد المباني الواقعة في جذع النخلة وتاج النخلة بتكييف الهواء. نظام التبريد في مترو الأنفاق في دبي، الذي دشن عام 2009، هو أول نظام تبريد مناطقي يستخدم في شبكة نقل كبرى في العالم لتخفيض درجات الحرارة في المحطات والقطارات.

### هولندا
في عام 2006، بدأ نظام تبريد مناطقي بالعمل في زاوداس في أمستردام، ساحبًا المياه من بحيرة نيو.

### الهند
يعمل أول نظام تبريد مناطقي في الهند في مدينة غيفت (أو مدينة غوجارات الدولية المالية التقنية، وهي أول مدينة ذكية تعمل في الهند). يعمل النظام حاليًّا بقدرة نحو 10,000 طن تبريد قابلة للازدياد حتى 50,000 طن تبريد.

### قطر
في التاسع من نوفمبر من عام 2010، افتُتحت أكبر محطة تبريد مناطقي في مشروع اللؤلؤة في قطر. تمتلك شركة قطركوول هذه المحطة وتديرها. وهي قادرة على تبريد حمل قدره 130,000 طن تبريد (450 ميغاواط). بنيت المحطة بواسطة مجموعة سي إيه تي، وهي شركة مقاولات عامة لبنانية دولية ذات خبرة واسعة في تبريد المدن.
سيوفر نظام التبريد المناطقي في مدينة لوسيل مياهًا مبردة للمستهلكين عن طريق شبكة تكاملية بتبريد مقداره 500,000 طن تبريدي باستخدام عدة محطات تبريد وهي محطة مارينا، ومحطة وادي، والمحطة الغربية، والمحطة الشمالية. سيكون هذا من أكبر أنظمة التبريد المناطقي في العالم.